# Ut Unum Sint
Ut Unum Sint (hrv. Da svi budu jedno) enciklika je pape Ivana Pavla II. objavljena 25. svibnja 1995. Naziv je dobila po dijelu Evanđelja po Ivanu (17:21). U enciklici se razmatra pitanje jedinstva i dijaloga s protestantskim crkvama. Utjecaj u izradi enciklike imao je i kardinal Georges Cottier. U stavku 54. Papa je napisao da "Crkva mora disati s oba pluća!" 